# Saint-Jean-de-Bonneval
Saint-Jean-de-Bonneval – miejscowość i gmina we Francji, w regionie Grand Est, w departamencie Aube.
Według danych na rok 1990 gminę zamieszkiwały 354 osoby, a gęstość zaludnienia wynosiła 58 osób/km².

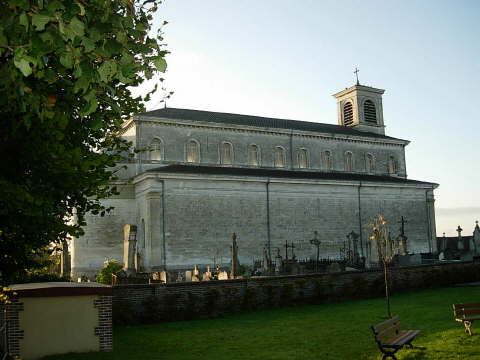
Kościół w Saint-Jean-de-Bonneval, 2004